# Drávaiványi
Drávaiványi is een plaats (község) en gemeente in het Hongaarse comitaat Baranya. Drávaiványi telt 246 inwoners (2001).